# Udo Derbolowsky
Udo Derbolowsky (* 10. März 1920 in Berlin; † 15. Mai 2005 in Bierbach) war ein deutscher Arzt.

## Leben und Wirken
Nach dem Studium der Humanmedizin in Berlin war Udo Derbolowsky eine Zeit lang als praktischer Arzt tätig. Er machte entsprechende Facharztausbildungen und wurde Arzt für Neurologie und Psychiatrie. Er beschäftigte sich in seinen ersten Berufsjahren vorrangig mit Fragen der Psychoanalyse und der Psychotherapie, wo er seine Prägung durch Harald Schultz-Hencke und Walther Schindler erfuhr. Er arbeitete bis 1949 am Zentralinstitut für psychogene Erkrankungen der Versicherungsanstalt Berlin. Von 1951 bis 1954 war er an der 2. Medizinischen Universitätsklinik Hamburg in der Abteilung von Arthur Jores beschäftigt. Danach war er 25 Jahre lang als Nervenarzt in eigener Praxis und Privatklinik im Hamburger Raum tätig. Sein therapeutisches Konzept nannte er Psychopädie. Dieses wurde von seinem Sohn Jakob Derbolowsky weiterentwickelt.
Derbolowsky interessierte sich zudem für die Chirotherapie, wozu er ein Buch schrieb. Er war Mitglied in der 1953 gegründeten FAC, einem Verein für Ärzte auf dem Gebiet der Manuellen Medizin. Er gab hierzu Lehrkurse in der DDR und kam so in persönlichen Kontakt mit Paul Vogler und Herbert Krauß. Nach Udo Derbolowsky ist der sog. „Derbolowsky-Handgriff“ benannt. Hierunter wird eine manuelle Grifftechnik, mit welcher sich ein Beckenschiefstand korrigieren lässt, verstanden.
In seinen Schriften knüpfte Derbolowsky an Denker, wie Arnold Gehlen, Edmund Husserl und Martin Heidegger an. Zudem rezipierte er dort zeitgenössische Schriften, etwa von Karlfried Graf Dürckheim und von Jean Gebser. Des Weiteren gab Derbolowsky - gemeinsam mit seiner Ehefrau Regina - ein Buch zur Atemtherapie heraus, welches an die Methode von Clara Schlaffhorst anknüpfte.
Derbolowsky war sechs Jahre lang Geschäftsführer und Ärztlicher Direktor des 1979 gegründeten CJD Jugenddorfes Homburg - Berufsbildungswerk. Er widmete sich auch Ausbildungs-, Fortbildungs- und Aufsichtsaufgaben im Rahmen des Christlichen Jugenddorfwerk Deutschland e. V. (CJD).

## Mitgliedschaften
- Deutschen Gesellschaft für Medizinische Dokumentation und Statistik
- Ehrenpräsident der Internationalen Gesellschaft für Psychotherapie und Psychopädie
- American Academy of Psychoanalysis

## Ehrungen
- 1984 erhielt Derbolowsky aus der Hand des Bundespräsidenten das Verdienstkreuz 1. Klasse des Verdienstordens der Bundesrepublik Deutschland.
- Träger des silbernen Ehrenzeichens der Deutschen Gesellschaft für Dokumentation.
- Träger des goldenen Ehrenzeichens der Deutschen Gesellschaft für Manuelle Medizin (DGMM).

## Schriften (Auswahl)
- Chirotherapie. Eine psychosomatische Behandlungsmethode. Mit Geleitworten von Walter Schindler und Bruno Schuler. Haug, Heidelberg 1963.
- Leitfaden für Chirotherapie und manuelle Medizin. 2. Auflage, Verlag für Medizin, Heidelberg 1981.
- Individuelle Psychoanalyse als Gruppentherapie. Haug, Heidelberg 1982, ISBN 3-7760-0618-8.
- Atemtherapie in der ganzheitlich orientierten Krankenbehandlung. Haug, Heidelberg 1991, ISBN 3-7760-1194-7.
- gemeinsam mit Regina Derbolowsky: Atem ist Leben. Ein Einführungs- und Übungsbuch. Psychopädica-Verlag, Germering 2004, ISBN 3-933400-10-4.
- Kränkung, Krankung, Heilung. Neuromedizin, Bad Hersfeld 5. Auflage 2006, ISBN 978-3-930926-06-0.

### Artikel
- Haltung und Psyche. In: Manuelle Medizin. Interdisziplinäre Zeitschrift für Arthrologie, Kinesiologie und Chirotherapie. 11. Jahrgang, Heft 4. Ewald Fischer, Heidelberg 1973. S. 73–76.